# Cristian Martins Cabral
Cristian Martins Cabral, meglio noto come Cristian (Uruguaiana, 28 agosto 1979), è un ex calciatore brasiliano, di ruolo attaccante.

## Carriera
Ha giocato nella massima serie dei campionati brasiliano ed azero, e nella seconda divisione brasiliana.